# Famille Onffroy de Vérez
La famille Onffroy de Vérez est une famille subsistante de la noblesse française, originaire de Saint-Laurent-sur-Mer dans le Calvados puis établie en Bretagne. Une branche de la famille a pris souche au Canada puis aux États-Unis à la fin du XIXe siècle.

## Histoire
Cette famille a été anoblie par lettres patentes en janvier 1543, enregistrées à la Chambre des comptes le 16 décembre 1544 et en la Cour des aides le 14 avril 1556. Elle est maintenue noble le 9 mars 1599 par de Mesmes, sieur de Roissy, en 1666 par Chamillart et en 1782. Les titres de noblesse sont enregistrés à Saint-Domingue en 1768. Les sous-lieutenances disposent d'un certificat de noblesse la 15 juillet 1786 (AR),.
Elle est admise au sein de l'Association d'entraide de la noblesse française, en 1953.

## Filiation
Le Nobiliaire universel de France, ou Recueil général des généalogies historiques des maisons nobles de ce royaume et les actes d'état civil depuis la fin du XVIIIe siècle permettent d'établier la filiation entre les personnalités de la famille et la descendance actuelle :
- Jacques Achille Roland Onffroy (1751-1829), chevalier, marquis de Verez. Le 21 octobre 1771 à Rennes, il épouse Louise Augustine du Fresne de Virel.
  - Henry Jean Achille Sophie Onffroy (1777-1834). Il épouse Jeanne Marie Marcelle Le Mercier Duquesnay.
    - Henri Guy Onffroy de Vérez (1819-1881 à Lorient[5]), chevalier de Saint-Grégoire-le-Grand et de Charles III d'Espagne. Le 20 juillet 1846 à Rennes, il épouse Henriette Marie Anne Harvey.
      - Achille Guy Marie-Anne Onffroy (1847-1909), marquis de Vérez, zouave pontifical. Il épouse sa cousine Émilie Marie Françoise Onffroy de Vérez (ci-dessous). D'où descendance.

  - Anne Marthe Roland Onffroy de Vérez (1778-1839), colonel, chevalier de l'ordre royal de Saint-Louis, chevalier de la Légion d'honneur. Le 31 janvier 1807 à Kingstone Jamaique, il épouse Jeanne Pauline de Gournay.
    - Jules-Henry Onffroy de Vérez de Thoron (1810-1893), philologue. Le 31 mai 1857 à Lima (Pérou), il épouse Assuncion de Oyarzabal. Sans descendance.
    - Pierre Roland Onffroy (1812-1889 à Pamiers), représentant du comte de Chambord à Nantes, chevalier de l'ordre pontifical de Saint-Grégoire-le-Grand. Il épouse Marie Louise Marguerite Oger.
      - Roland Marie Onffroy (1845 à Paris-1933 à New York), ancien élève de Saint-Cyr, chevalier de Pie-IX, médaille d'or du Mérite militaire, titulaire de la croix de Mentana, sous-officier des Zouaves pontificaux. Il est à l'origine de la branche émigrée au Canada en 1883 puis aux États-Unis en 2023[6]. Le 5 janvier 1869 à Nantes, il épouse Marie Caroline Françoise Thérèse de Serizay de Grillemont. D'où descendance aux États-Unis.
      - Émilie Marie Françoise Onffroy de Vérez (1847-1929). Elle épouse son cousin Achille Guy Marie-Anne Onffroy (ci-dessus). D'où descendance.

## Personnalités

### Anne-Marthe-Rolland Onffroy de Vérez

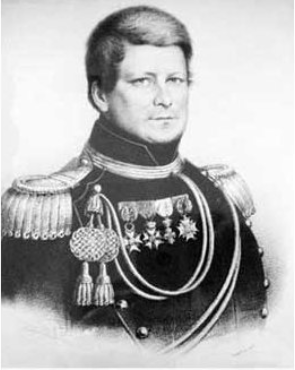
Anne-Marthe Rolland Onffroy de Vérez

Anne-Marthe-Roland Onffroy, né le 15 décembre 1778 en Bretagne, est un fervent royaliste, chevalier de l'ordre royal et militaire de Saint-Louis. Il appartient au corps royal d'artillerie (chef de bataillon).
Le 31 janvier 1807, il épouse Jeanne Paulin de Gournay qui est la fille de Michel de Gournay, ancien officier et chevalier de Saint-Louis, possédant d'importantes propriétés à Saint-Domingue. De cette union, qui a traversé une émigration de vingt-cinq ans, sont nés six enfants, tous venus au monde en Jamaïque dont l'explorateur Jules-Henry Onffroy de Vérez.
Anne-Marthe-Roland Onffroy possède une plantation de café. Il aurait été officier d'artillerie engagé dans l'armée anglaise (campagnes de Saint-Domingue).
En 1816, avec le départ de Napoléon Bonaparte, la famille Onffroy regagne la Bretagne après avoir vendu la plantation de café jamaïcaine.
En 1828, sur sa propriété du  Plessis-Bardoult à Pléchâtel, Anne-Marthe Roland Onffroy aménage un haut fourneau à charbon de bois.

### Jules-Henry Onffroy de Vérez

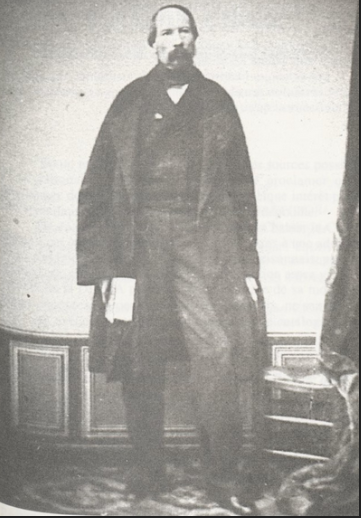
Jules Henry Onffroy de Thoron

Jules-Henry Onffroy de Vérez est un explorateur français du XIXe siècle. Il a raconté ses voyages sous le nom de Onffroy de Thoron (Don Enrique, vicomte) .
Fidèles royalistes, les parents de Jules-Henry Onffroy abandonnent la France pendant la Révolution et choisissent de s'établir en Jamaïque. Jules-Henry naît le 19 novembre 1810, au sein de la paroisse de Saint Ann.
Au départ de Napoléon, après les Cents-Jours, la famille Onffroy rentre en Bretagne, et Jules-Henry se tourne vers une carrière militaire. Cependant, la révolution de 1830 met un terme à ses nobles ambitions. En 1832, acquitté par un Conseil de guerre, il prend la direction de l'île de Jersey pour rejoindre ses parents déjà exilés. Puis à Paris, il s'engage dans des études et côtoie les cercles littéraires, donnant naissance à une abondante production poétique, dont certains textes sont regroupés dans le recueil Amour et bienfaisance.
Le jeune écrivain et poète romantique, part servir le Chah de Perse. Cependant, ses aspirations changent rapidement. À Constantinople, il élabore pour le ministre du commerce, un projet commercial.
En 1840, il se retrouve au Liban en compagnie de l'orientaliste Lhéritier de Chézelles, qui lui enseigne la langue arabe. À cette époque, le Liban est le théâtre de rivalités exacerbées par les grandes puissances. Le sultan soutenu par la Russie et l'Angleterre s'oppose au vice-roi d'Égypte, appuyé par la France. Les rebelles, en conflit avec l'émir Béchir, sollicitent le soutien de Jules-Henry , qui encourage leur révolte et devient le « commandant en chef ». À son entrée à Djebaïl, la foule l'acclame. Les cheiks lui confèrent le titre d'« Emir-Onffroy-el Kébir-Asherbe-Djebel », qui signifie « Emir Onffroy, le grand de l'armée de la montagne ». Malheureusement, la révolte échoue, et il doit rapidement avec Lhéritier de Chézelles, embarquer sur une corvette qui les dépose à Chypre, d'où ils se rendent à Constantinople.
Jules-Henry Onffroy se transforme en voyageur, parcourant l'Europe centrale avec Vienne et Munich comme bases. Bien qu'il retourne à Paris à plusieurs reprises, son attrait pour l'étranger persiste.
En 1850, il s'embarque pour le continent sud américain sans destination précise, débarquant à Valparaiso puis en 1851 à Serena. Il prend part à des combats contre les Chiliens et est à nouveau expulsé comme indésirable. S'installant au Pérou, il obtient le titre d'« ingénieur civil » du ministère de la Guerre. Cependant, son désir de voyager persiste. Il engage deux expéditions (1852 et 1861) au Pérou, consacrant son temps à l'observation, au dessin et à l'établissement de relevés topographiques de la région.
En 1857, il épouse Maria-Asuncion de Oyarzabal, qui meurt l'année suivante. En 1861, il revient à Paris, publiant son Dictionnaire original de la langue Quichua et La Langue primitive, où il tente de démontrer des relations entre l'Amérique du Sud et le Moyen-Orient depuis l'Antiquité, donnant des conférences à travers la France.
Cependant, un autre rêve le hante : établir en Amazonie péruvienne, une colonie agricole. En août 1870, il atteint la frontière péruvienne. Dans la contrée de la rivière  Ucayali, il devient planteur, mais face à de multiples difficultés, il retourne en France.
Vers 1885, il réside principalement à Saint-Étienne et à Lyon. Son port d'attache réel devient Chalain-le-Comtal (Loire). Le 4 mars 1893, il meurt à Lyon ; il est inhumé dans le Forez.

## Demeures et châteaux
- Le château du Plessis-Bardoult sur la commune de Pléchâtel en Ille-et-Vilaine (région Bretagne).

## Armes, devise
D’argent au chevron de gueules accompagné de trois trèfles de sinople.[réf. nécessaire]

## Galerie

Amérique équatoriale - Carte dressée par Mr Onffroy de Thoron
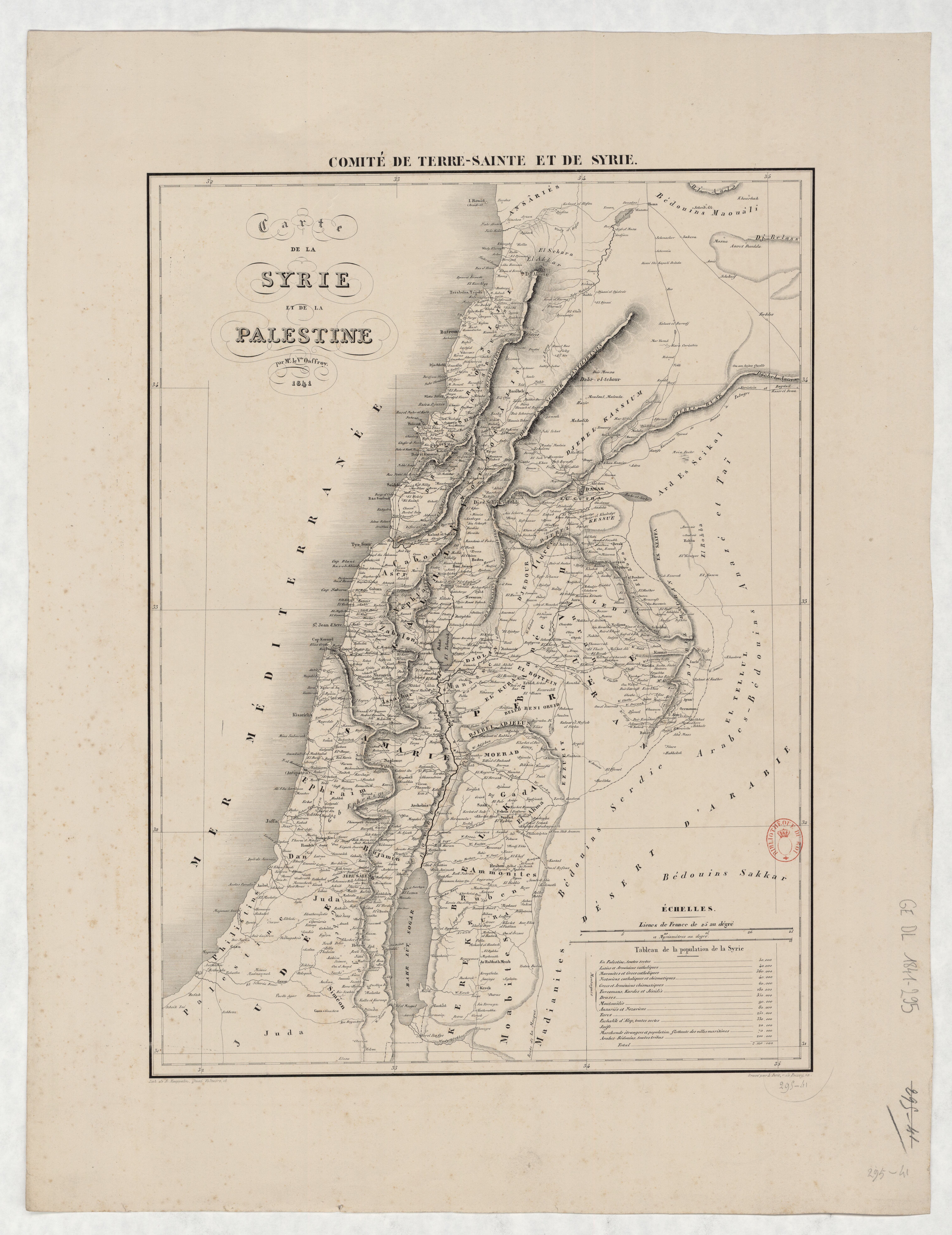
Carte de la Syrie et de la Palestine - par Mr Onffroy

#### Ouvrages d'Enrique Onffroy de Thoron (Jules-Henry Onffroy de Vérez)
- Grammaire et dictionnaire français-kichua
- Amérique équatoriale : son histoire pittoresque et politique, sa géographie et ses richesses naturelles, son état présent et son avenir  1866
- La langue primitive depuis Adam jusqu'à Babel son passage en Amérique où elle est encore vivante  - 1886
- Voyages des flottes de Salomon et d'Hiram en Amérique Position géographique de Parvaïn, Ophir & Tarschisch - 1869
- As duas Americas - 1900
- América ecuatorial : su historia pintoresca y política, su geografía y sus riquezas naturales, su estado presente y porvenir · Volume 1 - 1983
- Antiguidade da navegação do oceano viagens dos navios de Salomão ao Rio das Amazonas, Ophir, Tardschisch e Parvaim - 1876
- Amérique équatoriale  - Carte dressée par le vicomte Onffroy de Thoron - Gallica  BNF
- Les phéniciens à l'île d'Haïti et sur le continent américain - Gallica  BNF
- Carte de la Syrie et de la Palestine, par Mr le Vicomte Onffroy  Gallica  BNF